# IC 5341
IC 5341 — галактика типу E-S0 (еліптична спіральна галактика) у сузір'ї Пегас.
Цей об'єкт міститься в оригінальній редакції індексного каталогу.